# Zlaté
Zlaté é um município da Eslováquia, situado no distrito de Bardejov, na região de Prešov. Tem 14,34 km² de área e sua população em 2018 foi estimada em 774 habitantes.

## Demografia
| Ano:        | 1994 | 2004   | 2014  | 2024   |
| ----------- | ---- | ------ | ----- | ------ |
| Broj ljudi: | 724  | 750    | 756   | 771    |
| Razlika:    |      | +3,59% | +0,8% | +1,98% |

| Ano:               | 2023 | 2024   |
| ------------------ | ---- | ------ |
| Número de pessoas: | 760  | 771    |
| Diferença:         |      | +1,44% |